# Gare de Sarrancolin
La gare de Sarrancolin est une gare ferroviaire française (fermée) de la ligne de Lannemezan à Arreau - Cadéac, située sur le territoire de la commune de Sarrancolin, dans le département des Hautes-Pyrénées en région Occitanie. 
Elle est mise en service en 1897 par la Compagnie des chemins de fer du Midi et du Canal latéral à la Garonne. Elle est fermée au service des voyageurs en 1969 par la Société nationale des chemins de fer français (SNCF).

## Situation ferroviaire
Établie à 632 mètres d'altitude, la gare de Sarrancolin est située au point kilométrique (PK) 138,083 de la ligne de Lannemezan à Arreau - Cadéac, entre la halte de Rebouc (fermée) et la gare d'Arreau - Cadéac (fermée).

## Histoire
Après les travaux de terrassement effectués par les services de l'État, la Compagnie des chemins de fer du Midi et du Canal latéral à la Garonne propose un projet d'implantation de la gare, qui est approuvé le 5 août 1895. Les travaux sont réalisés par l'entreprise de M. Bonnefoy qui a remporté le 7 avril 1896 l'adjudication du marché. La gare est mise en service le 1er août 1897 par la Compagnie du Midi.
Le bâtiment principal est composé : d'un bâtiment voyageurs à deux travées avec un étage sous une toiture à longs pans couvrant le pignon et recouverte de tuile mécanique, une halle à marchandise à une travées est accolée, son toit en auvent protège le déchargement des wagons ; une lampisterie ; un édicule pour les toilettes et un château d'eau.
La Société nationale des chemins de fer français (SNCF) met fin en mars 1969 au trafic voyageurs de l'ensemble de la ligne et donc de la gare. 
Le 12 décembre 2004 la gare est fermée au service des marchandises.

Vues de la gare.
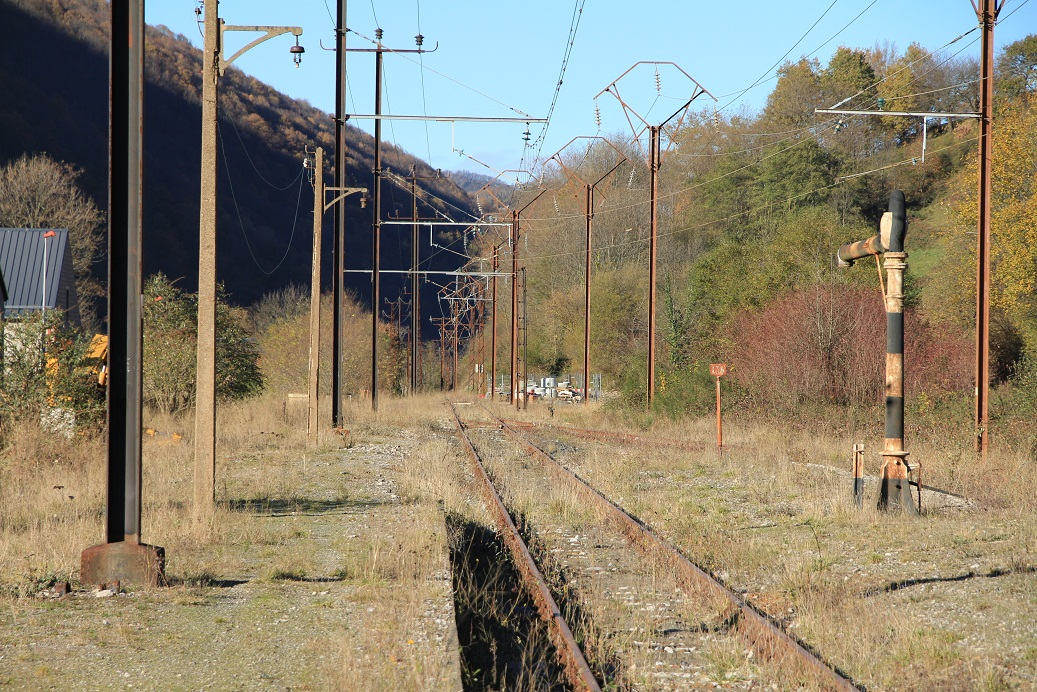
Vue du quai.
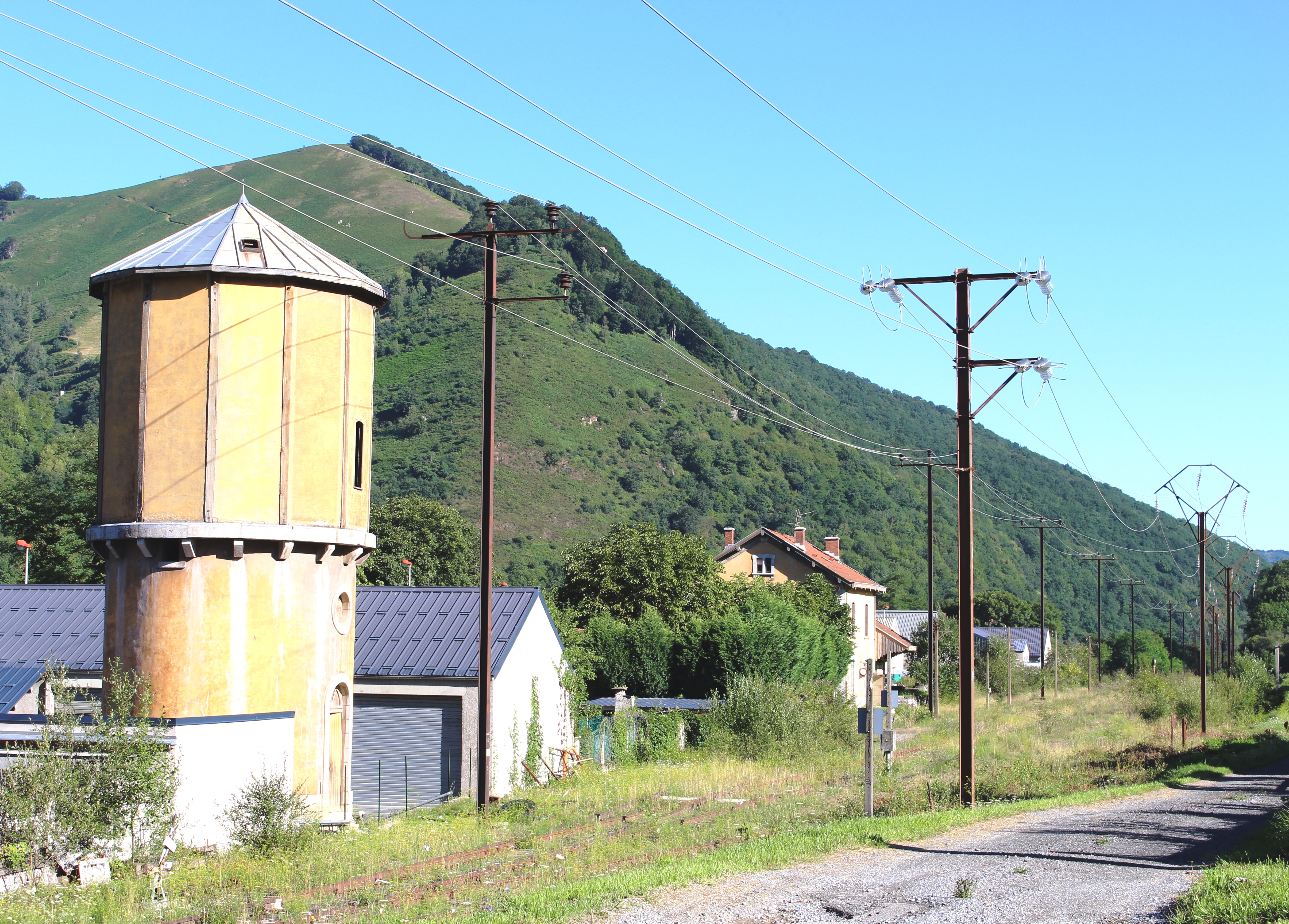
Vue des voies.
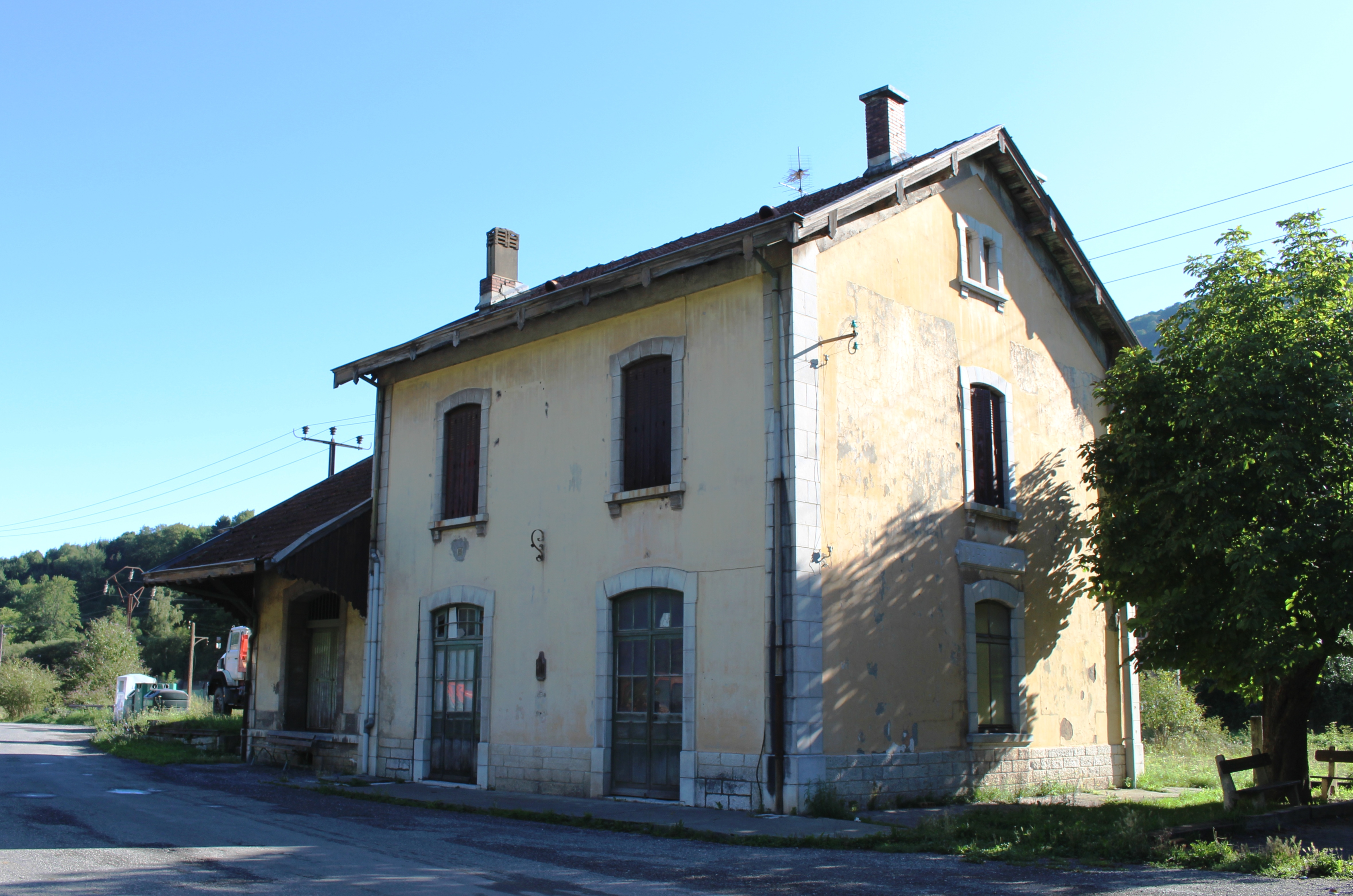
La gare en 2015.

## Service des voyageurs
Gare fermée depuis 1969.